# Ptahhotep
Ptahhotep (peut se transcrire aussi par Ptah-hotep ou Ptahotep) est un vizir (tjaty) de l'Égypte antique (environ 2400 av. J.-C.) sous le règne du pharaon Djedkarê Isési de la Ve dynastie.
Il est un grand sage de l'Égypte antique, reconnu comme étant le premier philosophe de l'histoire[réf. nécessaire].

## Sépulture
Il est enterré dans le mastaba D64 à Saqqarah avec son fils, Akhethétep et son petit-fils, Ptahhotep II (ou Ptahhotep Tjefi). Ils sont tous les trois vizirs et Ptahhotep II est également prêtre d'Anubis sous le titre de imȝḫw ḫr-Inpw ḫnty-Imntyw.

## L'enseignement de Ptahhotep et sa pensée morale
Il est l'auteur de l'un des plus anciens écrits de sagesse qui nous soit parvenu après les Instructions de Shuruppak. Ce texte se nomme Enseignement de Ptahhotep ou Livre des maximes de Ptahhotep et a été retrouvé sur le papyrus Prisse conservé actuellement à la bibliothèque nationale de France.
Ptahhotep est âgé ; il demande au pharaon l'autorisation de transmettre la tradition à son fils : « les paroles de ceux qui jadis ont écouté les conseils des ancêtres qui obéirent aux dieux ». Il s'agit donc de la mise par écrit de la tradition orale égyptienne ce que vient confirmer la réponse du pharaon : « La majesté de ce dieu a dit : Quant à toi, enseigne lui la parole de la tradition ».
Ce texte en traitant de l'humilité, de l'art du débat, de la vanité, de justice (la Maât), de l'avidité, du refus de la rumeur, du bon usage de la parole, de l'indulgence, de la nécessité de la bienveillance, de l'écoute, de l'entendement... vise à former les futurs dignitaires égyptiens. Pharaon poursuit par : « Puisse-t-il agir comme un modèle pour les enfants des grands ».
L'Enseignement de Ptahhotep est un texte fondamental dans les sagesses égyptiennes, il sera suivi d'autres enseignements dont ceux d'Ani (environ -1550) et d'Aménémopé (environ -1000).